# ألبين نيلسون
ألبين نيلسون (بالسويدية: Albin Nilsson)‏ هو لاعب كرة قدم سويدي في مركز الدفاع، ولد في 11 أغسطس 1993 في السويد. لعب مع Ängelholms FF ‏.

## وصلات خارجية
- ألبين نيلسون على موقع اتحاد السويد (السويدية)
- ألبين نيلسون على موقع قاعدة بيانات كرة القدم.إي يو (الإنجليزية)
- ألبين نيلسون على موقع Soccerway.com (الإنجليزية)
- ألبين نيلسون على موقع عالم كرة القدم.نت (الإنجليزية)